# Treehouse of Horror XV
Treehouse of Horror XV, llamado La casa-árbol del Terror XV o La casa-árbol del Terror 15 en España y La casita del horror XV o La casita del horror 15 en Hispanoamérica, es el primer episodio de la decimosexta temporada de la serie de televisión animada Los Simpson y el decimoquinto especial de Halloween, emitido originalmente el 7 de noviembre de 2004 en Estados Unidos, una semana después de Halloween. El episodio fue escrito por Bill Odenkirk y dirigido por David Silverman. Fue sintonizado por 11,29 millones de personas. Las historias de este episodio incluyen a Ned Flanders adquiriendo poderes clarividentes, Bart y Lisa buscando a un asesino en el Londres victoriano y la familia viajando al interior del Sr. Burns en busca de Maggie.
Fue el primer episodio transmitido en Hispanoamérica con las nuevas voces luego del conflicto con los actores de doblaje entre 2004 y 2005.

## Sinopsis

### Secuencia de presentación
Como parodia a Perfect Strangers, Kang y Kodos preparan la cena para su jefe, consistente en la propia familia Simpson. El jefe llega y después, tras cenar, se siente muy satisfecho por la comida. Entonces vomita a Bart por el estómago, y comunica a sus anfitriones que todo ello se merece un ascenso hipergaláctico. Bart los interrumpe diciendo que se ha quedado sin familia, pero los alienígenas afirman que ahora tiene una nueva, y lo abrazan. Entonces suena la música de Perfect Strangers y aparecen los créditos y el título del episodio.

### The Ned Zone (Dimension desconocida (Latinoamérica) y La Zona Ned (España)
El nombre y la trama de la historia hacen referencia a la película The Dead Zone y a la serie The Twilight Zone.
Homer intenta bajar su frisbee del tejado con una bola de bolos. En uno de sus intentos, la bola golpea en la chimenea y cae sobre Flanders, quien es hospitalizado. El Dr. Hibbert le explica cuando despierta que gracias a la bola se ha deshecho de un tumor, pero al darle la mano al doctor, Ned ve en su mente la muerte de este debido a una caída. Entonces entra la familia Simpson, y Homer pide a Hibbert que coja su frisbee de la cornisa. Hibbert lo hace, pero cae desde la ventana igual que en la visión de Ned.
Más tarde, mientras pasea por la calle, Ned ve a Juan Topo colgado de un cable por los cordones atados de sus zapatos. Ned le dice que se deje caer y él le cogerá. Así lo hace, pero en el momento en que Ned entra en contacto con Juan, Ned predice su muerte atacado por cocodrilos. De la impresión Ned le suelta, y Juan cae en una alcantarilla, donde unos cocodrilos le devoran. A continuación Ned predice la cancelación del musical de Rossie O'Donnell, pero piensa que no le hacen falta poderes para predecir eso.
Ned se encuentra con Homer, a quien explica su situación. Homer le pide que le cuente como morirá, y su vecino no sabe bien qué decirle, ya que en su visión se ve a sí mismo disparando a Homer por la espalda. Ned miente a Homer, diciendo que morirá por culpa de un bocadillo.
Poco después Ned decide mudarse para evitar que se cumpla su visión, pero Homer termina descubriéndola y no cree que Ned sea capaz de dispararle, por lo que llega a pedirle la pistola al Jefe Wiggum para provocarle. Ned logra controlarse, pero cuando vuelve a tocar a Homer ve cómo este destruye Springfield pulsando en la Central Nuclear un botón de "Destrucción del Núcleo". Ned le advierte, pero Homer no hace caso, ya que hay una fiesta en la Central y no quiere faltar. Ned no tiene más remedio que ir tras él, llegando finalmente a la cámara donde se encuentra el fatídico botón. Las advertencias mediante el micrófono son inútiles, ya que las interferencias provocan que Homer escuche que debe pulsar el botón. Ned decide que no tiene opción y coge la pistola del guardia y dispara con ella a Homer. Este sufre espasmos mientras muere y cae hacia atrás, pero luego cae frente al botón sin tocarlo y acaba pulsando el botón con la lengua. Lo único que llega a decir Ned Flanders es "Oh, estúpido, hijo de..." y luego la ciudad explota.
Ned y Homer llegan al cielo, donde los esperan Marge, Bart, Lisa, Maggie y el garaje de los Simpson. Finalmente llega Dios y le da a Homer su frisbee.

### Four Beheadings and a Funeral (Cuatro decapitados y un funeral (Latinoamérica) y Cuatro Decapitaciones y Un Funeral (España)).
En el Londres de 1890, una serie de mujeres están siendo asesinadas por el misterioso asesino Jack el Destripador. El Inspector Wiggum está a cargo del caso, pero en él también interviene la detective Eliza Simpson y su eternamente pasmado compañero el Dr. Bartley.
La pareja de detectives sigue las pistas dejadas por Jack el Destripador y termina buscando a Ebenezer Burns en el fumadero de opio de Mao. Burns les explica que vendió todas las espadas, como él dice "las espadas de Osiris" con las que se han realizado los crímenes, a un hombre gordo con patillas, que resulta ser Homer. Este intenta huir, pero es detenido por el Inspector Wiggum.
Sin embargo, tras la detención de Homer vuelve a haber otro crimen obra de Jack el Destripador. Eliza descubre a tiempo que el auténtico culpable es el inspector Wiggum, salvando a Homer de ser ahorcado. Wiggum huye en un globo, pero es interceptado por una versión de la Era Victoriana de la nave espacial de Kang y Kodos.
Finalmente todo lo ocurrido resulta ser un sueño de Ralph, debido a los efectos del opio el cual está fumando dentro de otro sueño.

### In the Belly of the Boss (En el vientre del jefe) en Latinoamérica y (En la boca del lobo) en España)
En una exposición científica, el Profesor Frink muestra una máquina capaz de encoger cosas. Para su demostración usa una píldora gigante, cuyos componentes Maggie confunde con pelotas, por lo que baja de su carrito y se mete dentro de ella. Frink reduce la píldora de tamaño y el Sr. Burns se la toma inmediatamente para conseguir sus efectos beneficiosos. Entonces Marge y el resto de la familia se dan cuenta de lo ocurrido, por lo que, tras una serie de observaciones al Sr. Burns, deciden seguir un plan de Frink e introducirse dentro de Burns en una nave de tamaño micróscopico, y así salvar a Maggie antes de que actúen los jugos gástricos.
Una vez en el interior de Burns, Homer hace caso omiso a las instrucciones de Frink y termina encallando la nave en el corazón de Burns. Pese al peligro existente, la familia sale al exterior y libera la nave. Finalmente llegan hasta el estómago e introducen a Maggie en la nave. Sin embargo, el peso añadido de Maggie provoca que la nave no responda. Por decisión unánime, Homer se queda en el interior de Burns para que su familia se salve.
Una vez fuera, Frink les explica que puede salvar a Homer si se dan prisa, pero entonces Homer se expande de nuevo y queda atrapado en el interior de Burns.
Más adelante, Homer y Burns intentan llevar una vida normal, a pesar de que Homer no puede comer ni realizar muchas acciones biológicas. Burns le da ánimos y afirma que está seguro de que todo saldrá bien. Entonces ambos comienzan a bailar la canción I've got you under my skin, mientras también lo hacen diversos personajes surgidos de las tres historias.